# 林はるか
林 はるか（はやし はるか、4月17日 - ）は日本のチェロ奏者である。大阪府箕面市出身。東京芸術大学音楽学部卒業、同大学院修士課程修了。血液型はO型。所属は高嶋音楽事務所。音楽レーベルは日本コロムビア。

## 人物
- 11歳よりチェロを始める[1]。全国開催の各音楽コンクールで入賞及び受賞。
- 2007年より軽井沢八月祭フェローシップ・プログラムにて演奏。
- 2009年に京都フランス音楽アカデミーにてフィリップ・ミュレールのマスタークラス修了。また受講生コンサートに出演。
- 2010年に1966カルテットのメンバーとなりCDデビュー。
- 2012年姉妹でのユニット「アウラ・ヴェーリス」を組みCDをリリース[2][出典無効]。
- 2017年にはソロで「癒しのチェロ」シリーズCDをリリース。
- 2019年10月31日これまで活動していた「1966カルテット」を卒業することを所属事務所のホームページより発表された。
- 田中次郎、山崎伸子、古川展生、藤森亮一等に師事。

- 演奏旅行での鉄道利用での駅スタンプ収集が嵩じて鉄子となった。[4]

## 受賞歴
- 第7回熊楠の里音楽コンクール第1位。
- 第3回大阪国際音楽コンクール入賞。
- 第4回日本演奏家コンクール入賞。
- 第15回日本クラシック音楽コンクール全国大会入選。

## 主な出演番組
- NHK歌謡コンサート（2015年、NHK総合）
- 題名のない音楽会（テレビ朝日）
- カンテら!（2021年12月29日、ラジオ大阪）